# 징닝 서족 자치현

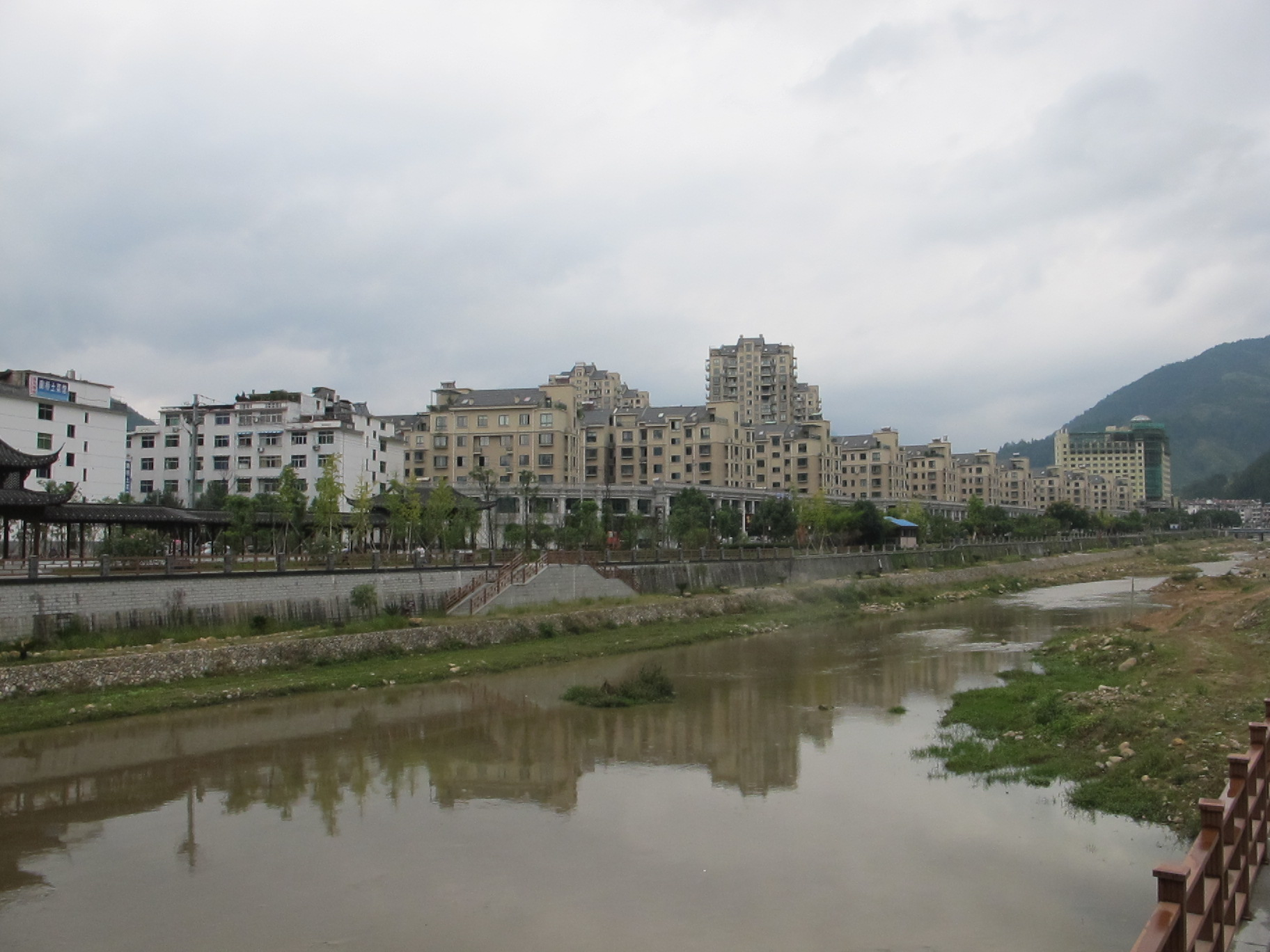

징닝 서족 자치현(한국어: 경녕여족자치현, 중국어: 景宁畲族自治县, 병음: Jǐngníng Shēzú Zìzhìxiàn)은 중화인민공화국 저장성 리수이 시의 현급 행정구역이다. 넓이는 1950km2이고, 인구는 2007년 기준으로 170,000명이다.

## 행정 구역
5개 진, 16개 향을 관할한다.
- 진: 鹤溪镇, 英川镇, 渤海镇, 东坑镇, 沙湾镇.
- 향: 九龙乡, 景南乡, 澄照乡, 毛垟乡, 秋炉乡, 大地乡, 梅岐乡, 郑坑乡, 葛山乡, 大均乡, 梧桐乡, 大漈乡, 标溪乡, 家地乡, 鸬鹚乡, 雁溪乡.